# Anton Hacker
Anton Hacker (* 15. September 1879 in Mauggen, eine  Gemarkung von Bockhorn (Oberbayern); † 11. Juli 1942 in Bremen) war ein deutscher Ingenieur und Bremer Hafenbaudirektor.

## Biografie
Hacker machte 1897 sein Abitur und studierte Bauingenieurwesen an der Technischen Universität München und wurde 1903 Diplom-Ingenieur. Er erweiterte seine Ausbildung zum Regierungsbauführer und wurde 1906 zum  Regierungsbaumeister ernannt. 
1907 erhielt er eine Ingenieursstelle bei der Bauinspektion Bremen im Bereich Hafenerweiterungsbau. Zuerst hatte er die Bauleitung für die neue Schleuse beim Industrie- und Handelshafen. 1913 erfolgte seine Ernennung zum Leiter der Neubauabteilung des Hafenbauamtes Bremen.
Im Ersten Weltkrieg diente er als Leutnant, dann als Marinehafenbaumeister und Vorstand der Hafenbauabteilung in Ostende. 1918 kehrte er nach Bremen zurück. Er wurde Anfang 1922 Hafenbaudirektor und im August 1922 Leiter des Hafenbauamtes Bremen. Zu seiner Zeit erfolgte die verschiedenen Erweiterungen der Hafenanlagen und der Bau neuer Häfen und des Binnenhafens links der Weser. Auch die Weser erfuhr eine kleine Korrektur im Bereich der sich vergrößernden Werft AG Weser.  

## Ehrungen
- In Bremen, Stadtteil Häfen beim Industriehafen, wurde  die Anton-Hacker-Straße nach ihm benannt.